# Johan David Flintenberg
Johan David Flintenberg, född 3 maj 1762 i Stockholm, död på samma ort 13 maj 1819, var en svensk historiker.
Flintenberg blev student vid Uppsala universitet 1777, filosofie magister 1785 samt docent i lärdomshistorien 1786. Samma år deltog han i stiftandet av det kortlivade Historiska Sällskapet i Uppsala. Efter att 1787 ha erhållit Vitterhetsakademiens stora pris för en Afhandling om hansestädernas handel med Sverige etc. blev han 1792 sekreterare vid Konglig Museum i Stockholm och 1793 riksantikvarie. På grund av sjuklighet nödgades han 1795 ta avsked från sina tjänstebefattningar, men utnämndes 1805 till rektor vid Stockholms trivialskola. Bland hans skrifter märks, förutom ett stort antal disputationer, översättningar och läroböcker, Anmärkningar om utländske specerier, nyttjade i Sverige uti 16 seklet ("Vitterhets-, historie- och antikvitetsakademiens handlingar" VIII, 1808).